# Masonologia
Masonologia – nauka zajmująca się badaniem historii wolnomularskiej i idei wolnomularskich. 
Termin ten jako pierwszy zaproponował francuski badacz Alec Mellor. Uznanie masonologii za samodzielną dyscyplinę zaowocowało w ostatnich dziesięcioleciach obszerną literaturą przedmiotu odpowiadającą aktualnym wymogom i rygorom naukowym, opartą na pogłębionych, źródłowo ugruntowanych badaniach. Mająca za podstawę szeroko rozumianą historię społeczną traktuje ona swoją konkretną tematykę w powiązaniu z panującymi w omawianej epoce prądami filozoficznymi, religijnymi i społecznymi.
Szczególnie dobrze rozwinięta jest w Wielkiej Brytanii, Francji, Belgii, gdzie przy Wolnym Uniwersytecie Brukselskim istnieje specjalny instytut, i Niemczech.
Do podstawowej literatury masonologicznej należą leksykony, słowniki i encyklopedie tematyczne.
W Polsce pierwsze próby w tej dziedzinie poczynił Leon Chajn, ale na szerokie wody naukę tę wyprowadził Ludwik Hass. Ten ostatni zapoczątkował badania masonologiczne ważne na światową skalę.

## Wyróżnienia

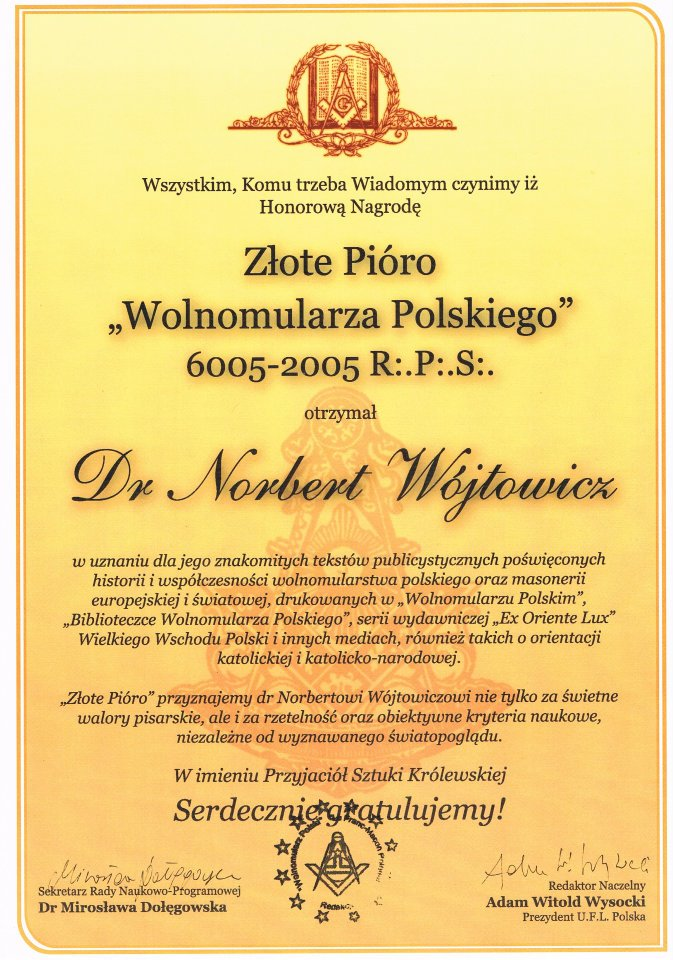
Dyplom jednego z nadań Złotego pióra „Wolnomularza Polskiego” z uzasadnieniem

Wychodzące w Warszawie pismo Wolnomularz Polski od 2006 przyznaje nagrodę „Złote pióro Wolnomularza Polskiego”, będącą wyróżnieniem dla najlepszego autora piszącego na temat masonerii. Dotychczasowymi laureatami tej nagrody przyznawanej przez środowiska masońskie byli dwaj nie-wolnomularze: Ludwik Hass (2004) i Norbert Wójtowicz (2005). Po dwóch latach regulamin przyznawania „Złotego Pióra” uległ modyfikacji i wyróżnienie to przyznawane jest również wolnomularzom. Od tego momentu otrzymali je: Zbigniew Gertych (2006), Andrzej Nowicki (2007) i po kilkuletniej przerwie Tadeusz Cegielski (2012).

## Polscy masonologowie
- Tadeusz Cegielski
- Ludwik Hass
- Kazimierz Marian Morawski
- Norbert Wójtowicz

## Ośrodki badawcze poświęcone masonerii
- The Centre for Research into Freemasonry przy University of Sheffield
- Canonbury Masonic Research Centre. canonbury.ac.uk. [zarchiwizowane z tego adresu (2006-05-23)].
- Australian and New Zealand Masonic Research Council

W 2012 r. w Warszawie powstał Instytut Sztuka Królewska w Polsce, którego celem jest inspirowanie, prowadzenie oraz koordynacja badań naukowych na temat przeszłości oraz teraźniejszości wolnomularstwa polskiego i światowego, przechowywanie oraz udostępnianie materialnych i niematerialnych świadectw dotyczących masonerii, wymiana informacji oraz wszechstronna popularyzacja wiedzy na temat wolnomularstwa i pokrewnych mu zjawisk. Zarząd tworzą: Tadeusz Cegielski, Małgorzata Misiuna, Tomasz Szmagier, Norbert Wójtowicz oraz Ewa Świder. Do komisji rewizyjnej weszli m.in. Waldemar Gniadek i Bożena Mirosława Dołęgowska-Wysocka.

## Leksykony masońskie
Stanowią podstawowy element literatury masonologicznej, poświęcone myśli i historii wolnomularstwa. Czasem bywają określane przez autorów mianem encyklopedii lub słowników. Przeważnie zawierają kilka podstawowych grup haseł:
- hasła faktograficzne poświęcone historycznemu rozwojowi organizacji,
- hasła biograficzne poświęcone ważnym działaczom i reformatorom wolnomularskim,
- hasła poświęcone symbolice
- hasła omawiające ryty i struktury wolnomularskie
- oraz grupę haseł poświęconych postrzeganiu wolnomularstwa przez przeciwników.

Do najbardziej znanych należą:
- E. Lennhoff, O. Posner, Interntionales Freimaurerlexikon, Wien 1932.
- C. Lenning, Encyclopädie der Freimaurerei, Leipzig 1828.
- D. Ligou, Dictionnaire universel de la franc-maçonnerie, Paris 1987.
- K. Mackenzie, The Royal Masonic Cyclopaedia, Wellingborough 1987.
- A. G. Mackey, An Encyklopaedia of freemasonry and its kindred sciences comprising the whole range of arts, sciences and literature as connected with the institution, New York – London 1912.
- A. G. Mackey, Lexicon of Freemasonry, Philadelphia 1911.
- R. Macoy: A Dictionary of Freemasonry. A History, Encyclopedia, and Dictionary All in One Volume with 300 Engravings. Gramercy Books: Nowy Jork 1989 ISBN 0-517-69213-9
- A. Mellor, Dictionnaire de la franc-maçons, Paris 1971.
- Artur Edward Waite: A New Encyclopaedia of Freemasonry. Combined Edition Two Volumes in One. Wings Books: Nowy Jork 1970 ISBN 0-517-19148-2

W 2006 ukazał się pierwszy polski leksykon masoński:
- N. Wójtowicz, Masoneria. Mały słownik, Wyd. Verbinum, Warszawa 2006, ss. 460, ISBN 978-83-7192-307-4.